# Henckelia monophylla
Henckelia monophylla là một loài thực vật có hoa trong họ Tai voi (Gesneriaceae). Loài này có ở Ấn Độ (Assam); được Charles Baron Clarke mô tả khoa học đầu tiên năm 1884 dưới danh pháp Chirita monophylla. Năm 2011, D.J.Middleton & Mich.Möller chuyển nó sang chi Henckelia.